# Kostel svatého Jiljí (Libeř)
Kostel svatého Jiljí v Libři v okrese Praha-západ byl postaven ve 14. století. Jedná se o malou gotickou stavbu. Je chráněn jako kulturní památka České republiky.

## Historie
Jedná se o filiální kostel, od 14. století uváděn jako farní. Historie podacích pánů přelomu 14. a 15. století byla pestrá, v roce 1362 Štěpán Dlužil a Velislav, roku 1402 Jaroslav a od roku 1413 Kolman z Křekavy.
Mezi faráře v raném období stavby patřili roku 1362 Bartoloměj, kněz z Brzieza, 1399 plebán Ulrich z Libře, 1413 kněz Jan z Chotěšova.
Objekt obklopuje malý hřbitov, kde jsou pochováni lidé i z okolních vesnic. Vstup na hřbitov je kvůli stavu kostela umožněn pouze na vlastní nebezpečí.
Současným vlastníkem je arcibiskupství pražské, jako filiální kostel spadá pod správu kostela svatého Vojtěcha v Jílovém u Prahy.
Do nedávné doby byl kostel využíván občany pro každoroční vánoční koncerty. Kvůli kritickému stavu budovy (konkrétně špatnému stavu střešní krytiny, dřevěných konstrukcí krovů a částí stropů) byl kostel v roce 2010 uzavřen.
Za finanční podpory občanů byl kostel vybaven venkovním osvětlením.

## Architektura
Stavba je příbuzná kostelu v Jílovém u Prahy a to umístěním věže mezi presbytářem a lodí.
Kostel byl vystavěn ze smíšeného zdiva pravděpodobně na skalním podloží. Zdivo, včetně věžního, je raně gotické, z raného 14. století. V současné době je zdivo bez trhlin v dobrém stavu a není zničené ani zemní vlhkostí.
Stropní konstrukce je z části rovná, pravděpodobně dřevěná, a klenutá nad presbytářem. Loď byla postavena jako plochostropá. Kněžiště má šestipaprskovou klenbu s výrazným zdvihem a dvojitě vyžlabenými žebry, spočívajícími na hlavicích oblých koutových přípor.
Před presbytářem se nacházejí dva hrotité vítězné oblouky za sebou ve vzdálenosti téměř 2 m. Prostor mezi nimi býval s rovným stropem, v roce 1864 byl přestavěn na segmentovou zploštělou klenbu.

### Popis interiéru
Kostel svatého Jiljí je střízlivým jednolodním objektem na obdélném půdorysu. Západní část je zakončena polygonálním presbytářem. Je dlouhý téměř 5 m, cca 6 m široký a 7 m vysoký. Uzavřen je třemi stranami pravidelného osmiúhelníku. V koutech stojí oblé polosloupy s konsolovitými hlavicemi, ze kterých vycházejí žebra a sbíhají se ve svorníku. Ve třech stranách závěru jsou po jednom umístěna hrotitá okna, okno ve východní zdi je vyplněno kamennou kružbou. Je rozděleno kamenným prutem na dvě části, z nichž každá je nahoře zakončena hrotem s dvojnásobnou kružbou, hrot byl vyplněn pětilaločnou rozetou vepsanou do kruhu, která byla při opravě vytlučena.
V jižní zdi presbytáře se nachází sedile ozdobená nahoře profilovaným kamenným rámce vybíhajícím ve tři hroty vyplněné dvojnosými kružbami a na hrotech je ozdobené kamennými kyticemi, z nichž střední je uražena.
Sanktuarium vysoké přes 1 m a široké zhruba 1 m, umístěn je vlevo vedle sedile. Jedná se o obdélníkový výklenek se širokým profilovaným rámcem.
Loď je dlouhá 8,5 m a na šířku měří 7 m, prostor je krytý plochým stropem a osvětlen ze severní i jižní strany vždy dvěma štíhlými, hrotitými, jednoduše špaletovanými okny. V pozadí lodi je kruchta umístěná na dvou křížových klenbách bez žeber, ty jsou vpředu uprostřed opřeny o hranolový pilíř, který se vyznačuje profilovanou trojnoží a předními kolmými hranami, které jsou zešikmeny. V severozápadním rohu lodi se nachází šnekovité schodiště, které vede na kruchtu a dále i na půdu. Vchodem je kamenný obdélník, jehož pažení je profilované a v horních rozích je ozdoben tesanými konsolami z opuky, které mají podobu malých mužských postav, oděných do krátkého roucha spjatého kolem boků řemenem. Schodiště je osvětleno ze západní strany úzkým hrotitým okénkem s dvojnosou kružbou a ze severní strany okrouhlým oknem, které je vyplněno čtyřlistou kružbou. Na kruchtě jsou umístěny varhany.
Obdélná sakristie, vyčnívající z půdorysu, je umístěna na severní straně kostela a sklenuta valenou klenbou s lunetami.

### Kostelní věž
Nad zaklenutým prostorem vítězných oblouků je umístěna hranolová věž zakončená plechovou korouhvičkou a křížem. V roce 2011 proběhla oprava věže kostela, kdy byla znovu pokryta její střecha a opraven kříž. V kostelní věži byly 2 zvony. Jeden z nich měl tento nápis: „ Tento zvon gest udielaný leta božího tisícího CCCC o devadesateho druheho – menu bozí matky bozí a svateho Gilgi“, druhý zvon nese jména čtyř evangelistů: „Marcus, Mateus, Johanes, Lucas.“ Zvony byly zabaveny během první světové války pro válečné účely. Dnes je zvon znečištěný ptačím trusem a korozí, jeho text je nečitelný. Riziko puknutí zvonu je spojeno se špatným výtlukem. Dřevěný závěs, na němž je zvon zavěšen, je nevyhovující (dřevo napadeno hnilobou).

### Vybavení interiéru
Interiéru vévodí hlavní barokní oltář z konce 17. století. Je portálový s boltcovými křídly. Po stranách se nachází sloupky, které jsou zrnitě kanelované s lupenovými hlavicemi, dále se nachází lalokovité řezby. Nástavek, který je umístěn nahoře, je zakončen segmentovým štítkem, po stranách se nachází ovocné festony a rozvaliny. V mezeře mezi oběma vítěznými oblouky jsou naproti sobě umístěny vedlejší barokní skříň-kovité oltáře stejné úpravy, avšak s novými sochami. Nahoře mají nástavek se sochami andílků, na jednom je monogram Krista, na druhém monogram Mariánský. Zároveň opticky oddělují loď a presbytář.
Dřevěná kazatelna, nacházející se na pravé straně od oltáře pochází z druhé poloviny 17. století, z pozdně renesančního období. Řečniště je polygonální s pilířky v nárožích, jejichž hlavice jsou pseudojonské a dříky se dolů zužují a jsou ozdobeny šupinovým ornamentem. Horní římsa je podložena zubořezem. V bocích řečniště jsou malované obrázky na dřevě a to sv. Matouše, sv. Marka, Krista se zeměkoulí v ruce, sv. Lukáše malujícího podobiznu Panny Marie, sv. Jana, na dvířkách řečniště je umístěn sv. Petr. V boční straně schodiště kazatelny jsou namalovány dva obrazy a to umučení sv. Vavřince a sv. Vavřinec podávajícího almužnu.
Pod kostelní dlažbou, která prošla renovací v roce 1890, byly nalezeny tři náhrobní desky se znaky, jeden patřil synovi Viléma Křinického z roku 1556. Při opravě byl jeden z kamenů vyzdvižen a zasazen do hřbitovní zdi.
Vstupní portál se nachází na severní straně, je zvýrazněn jednoduchým goticky lomeným ústupkovým portálem. Na západní straně se nachází gotické okénko s rekonstrukcí původní kružby, v interiéru je kryté hlavním oltářem.

## Další fotografie

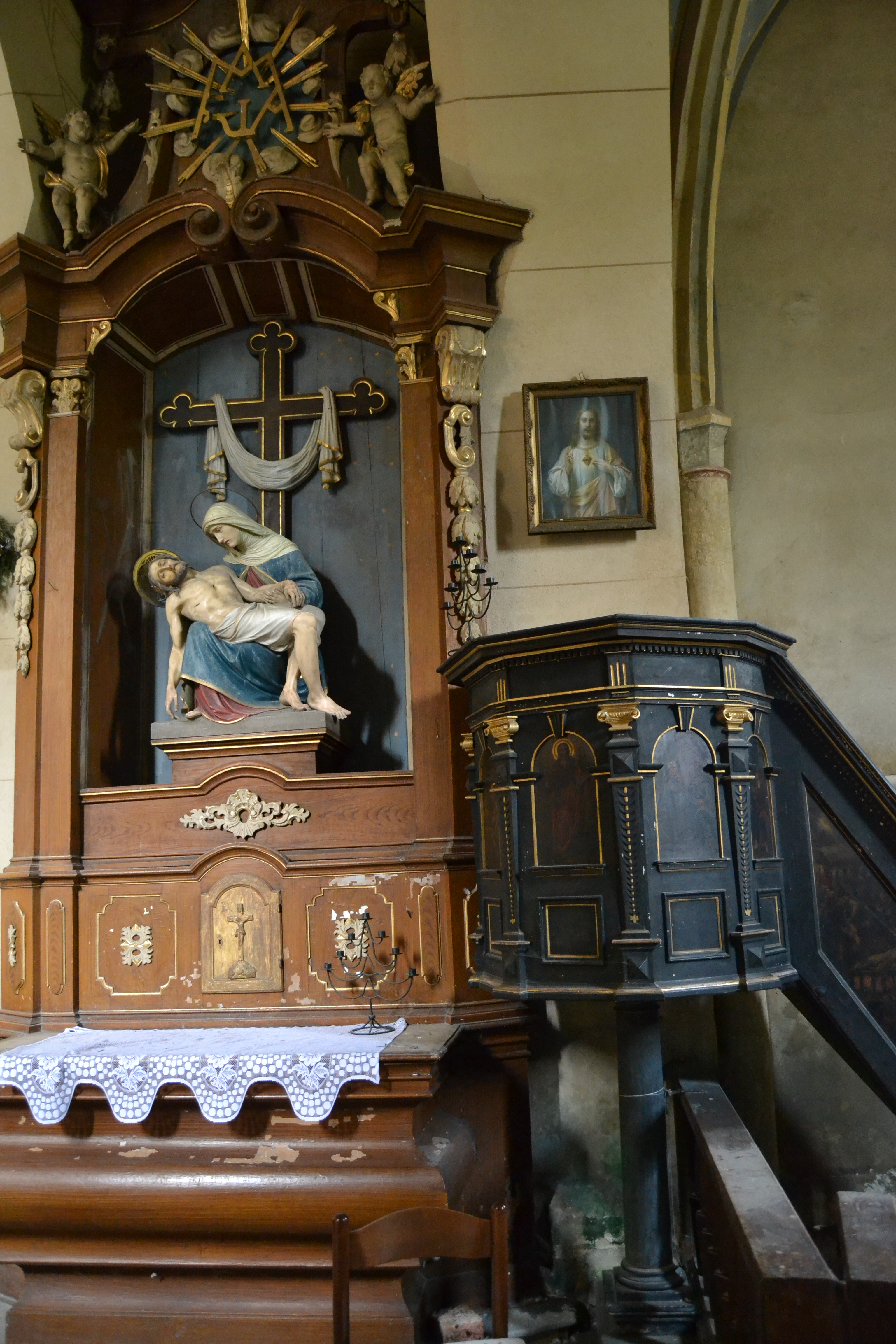
Kazatelna a oltář
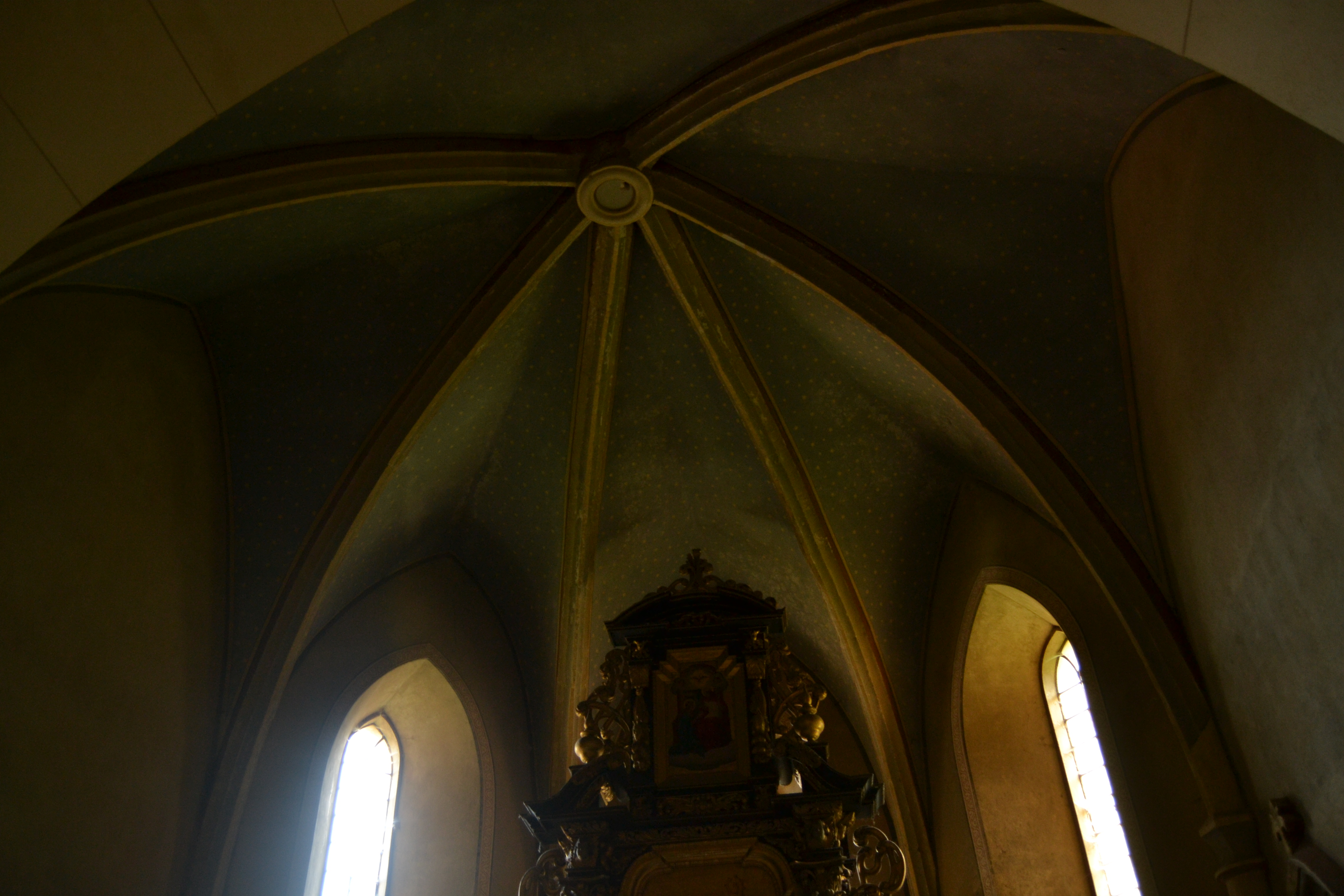
Detail klenby presbytáře
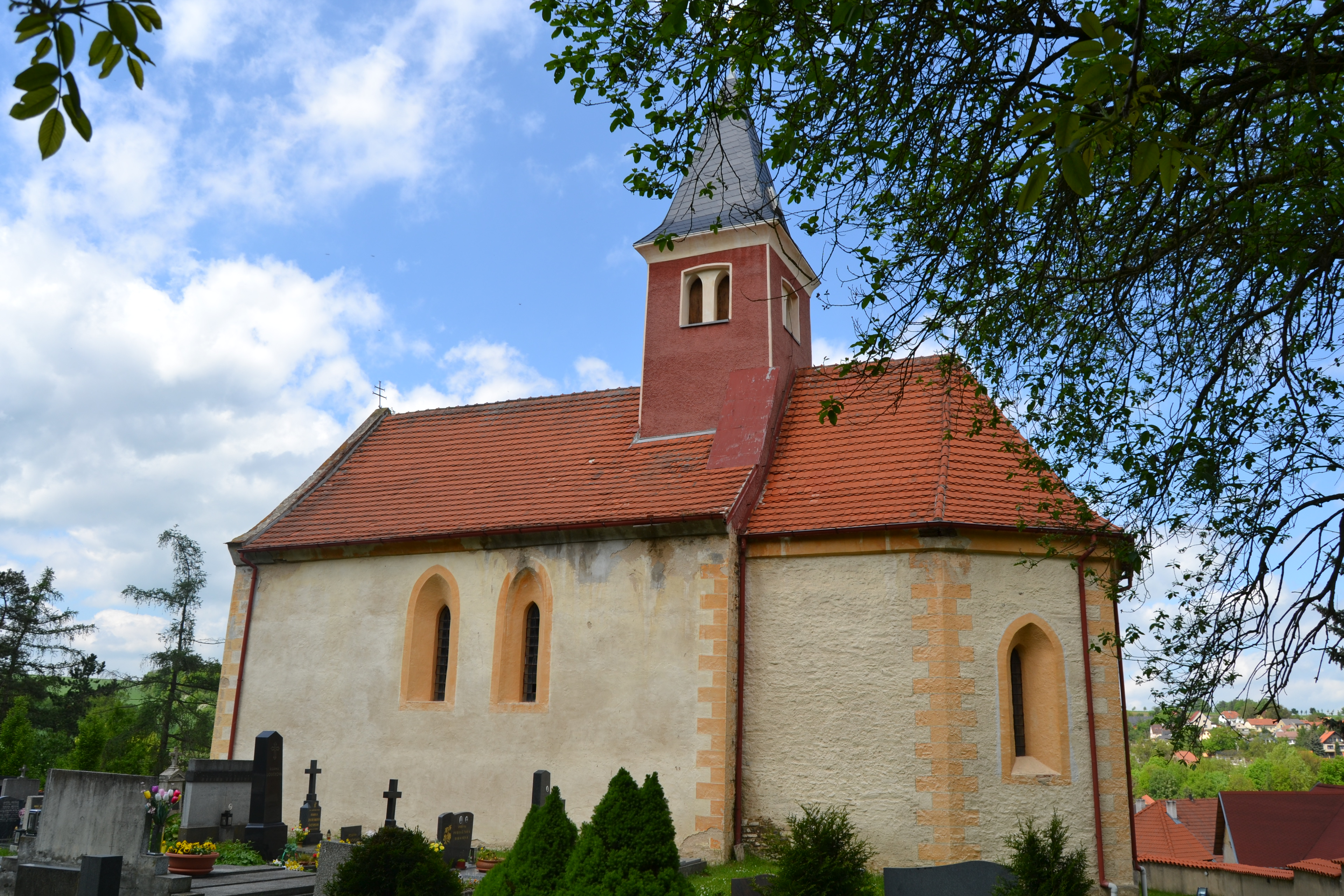
Jižní pohled na kostel svatého Jiljí
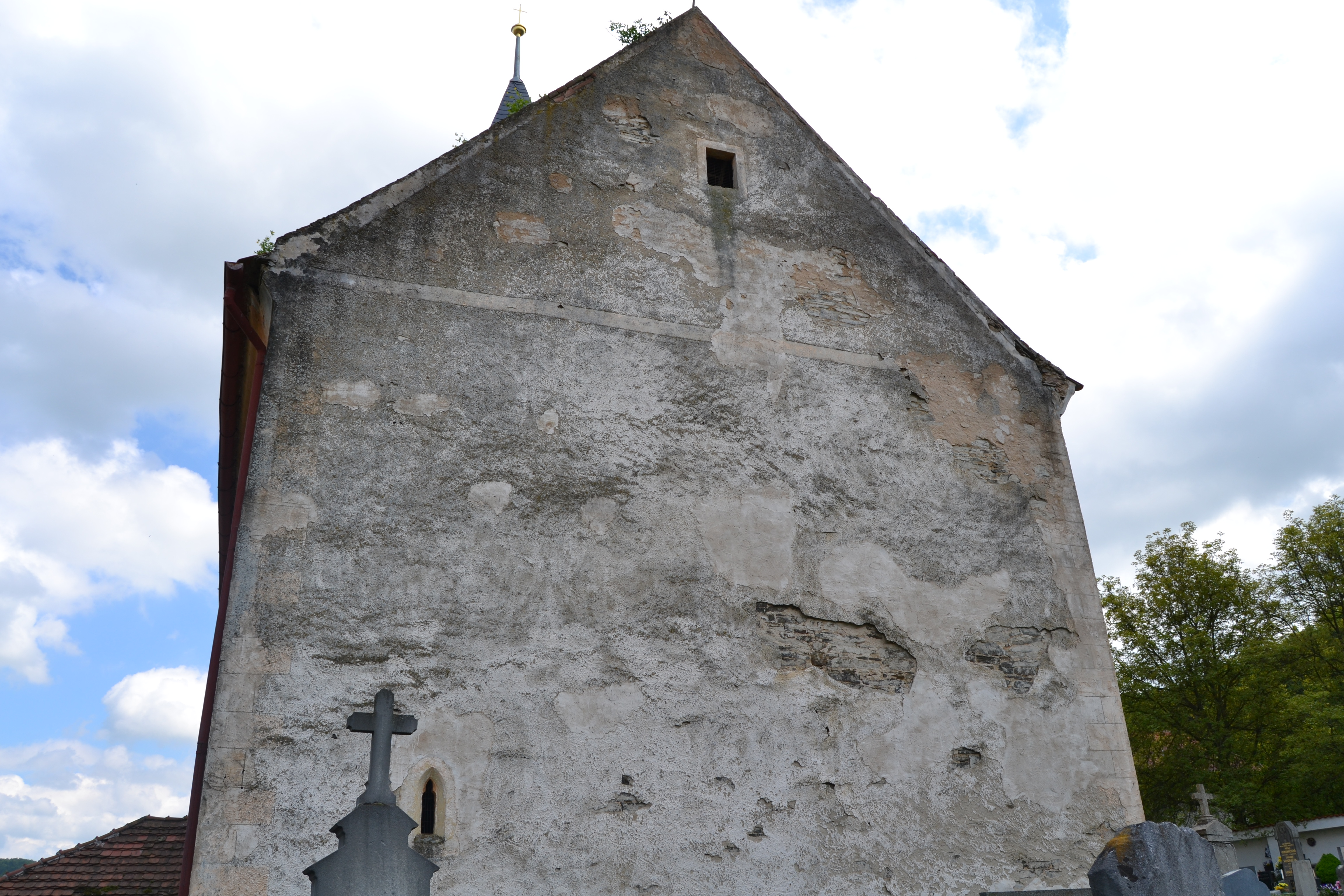
Východní pohled na kostel svatého Jiljí
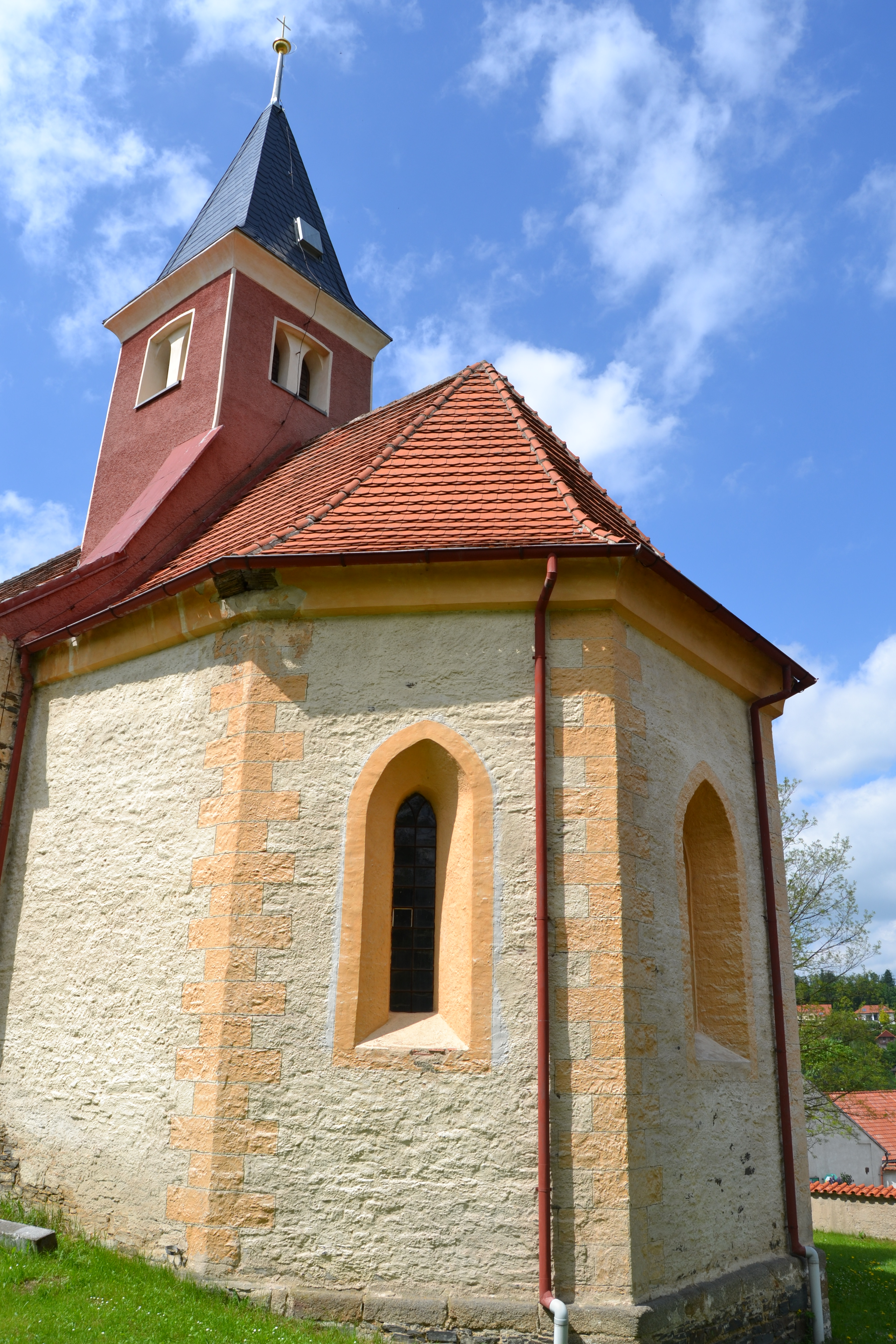
Západní pohled na kostel svatého Jiljí
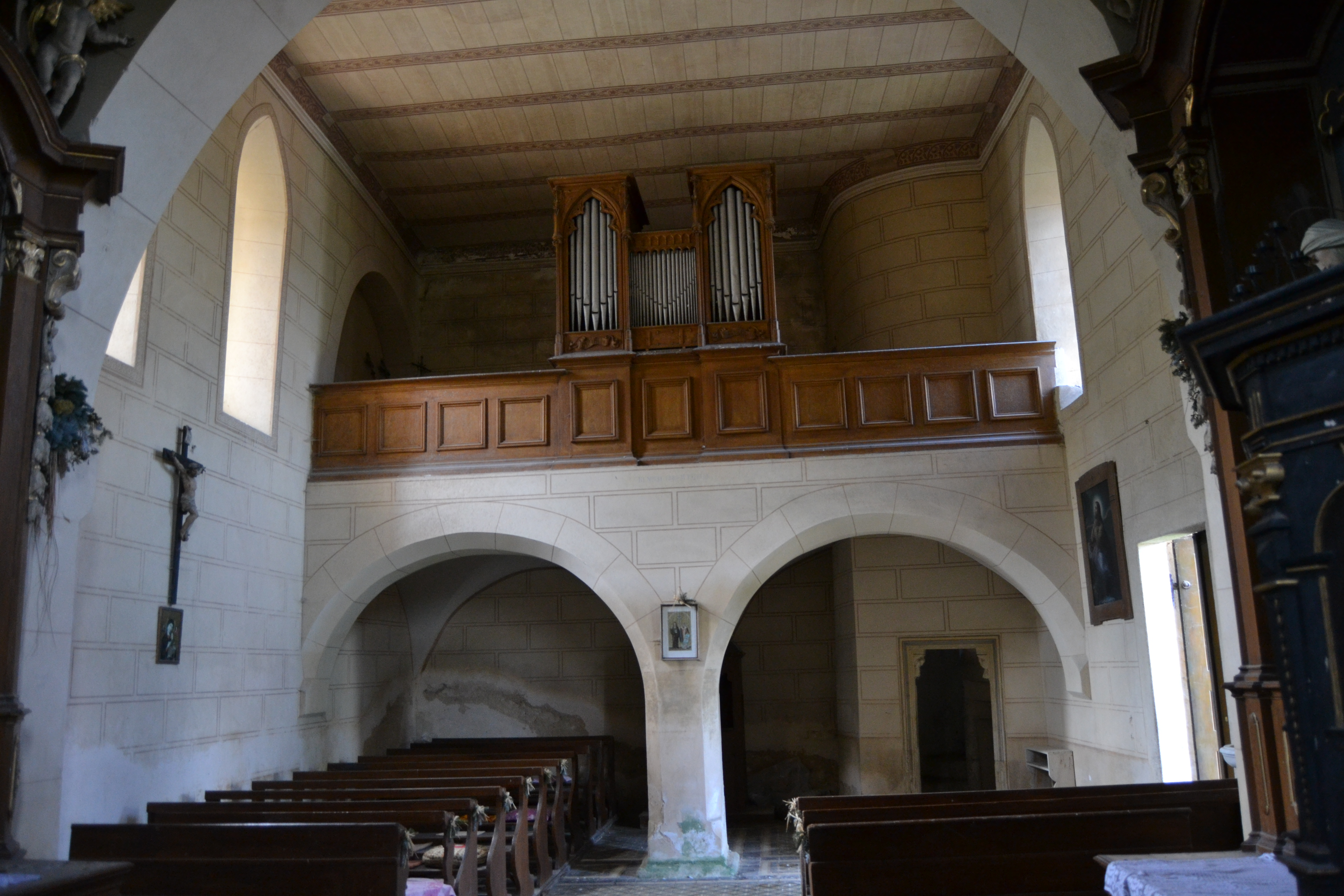
Pohled do lodi s kruchtou
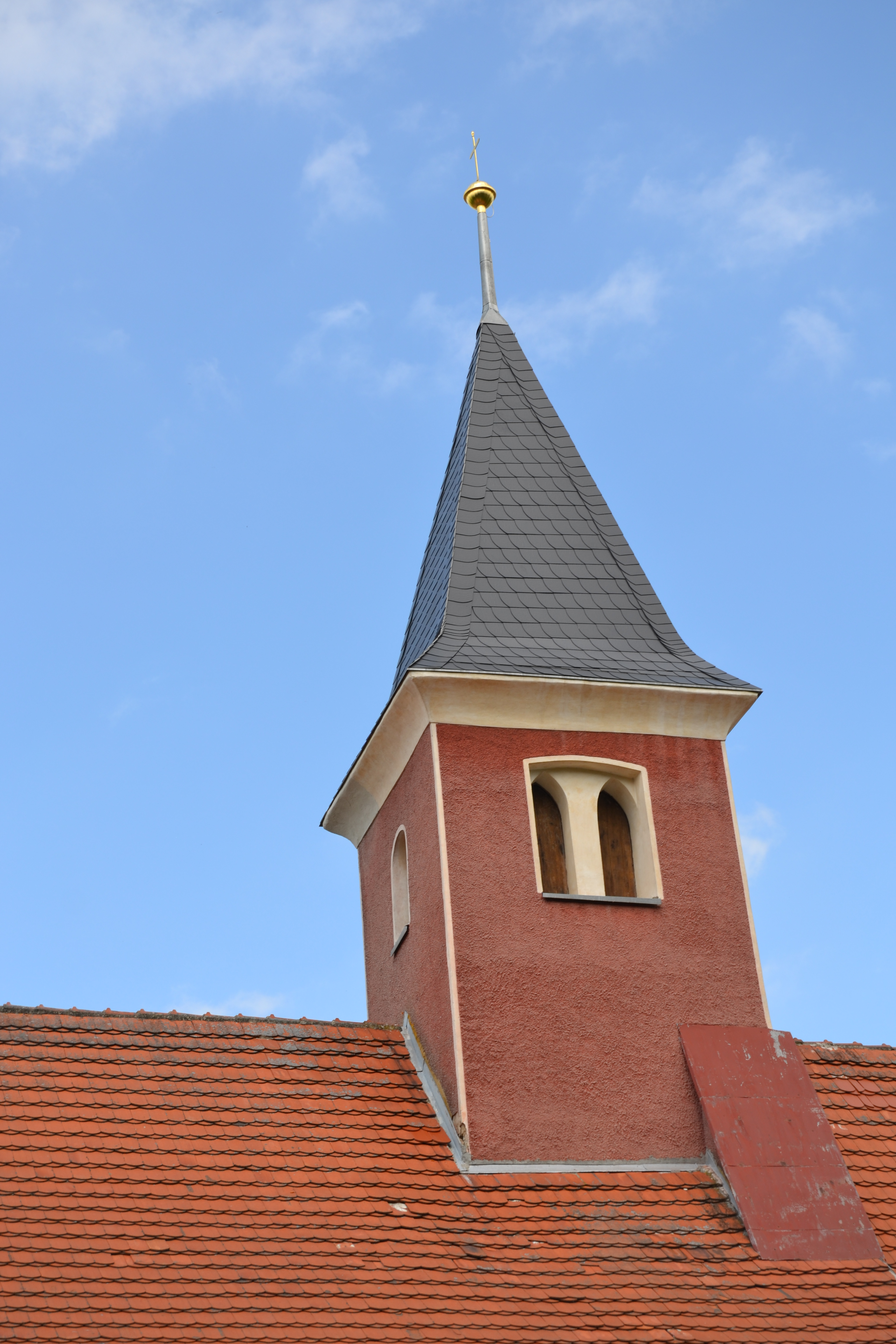
Nově opravená kostelní věž
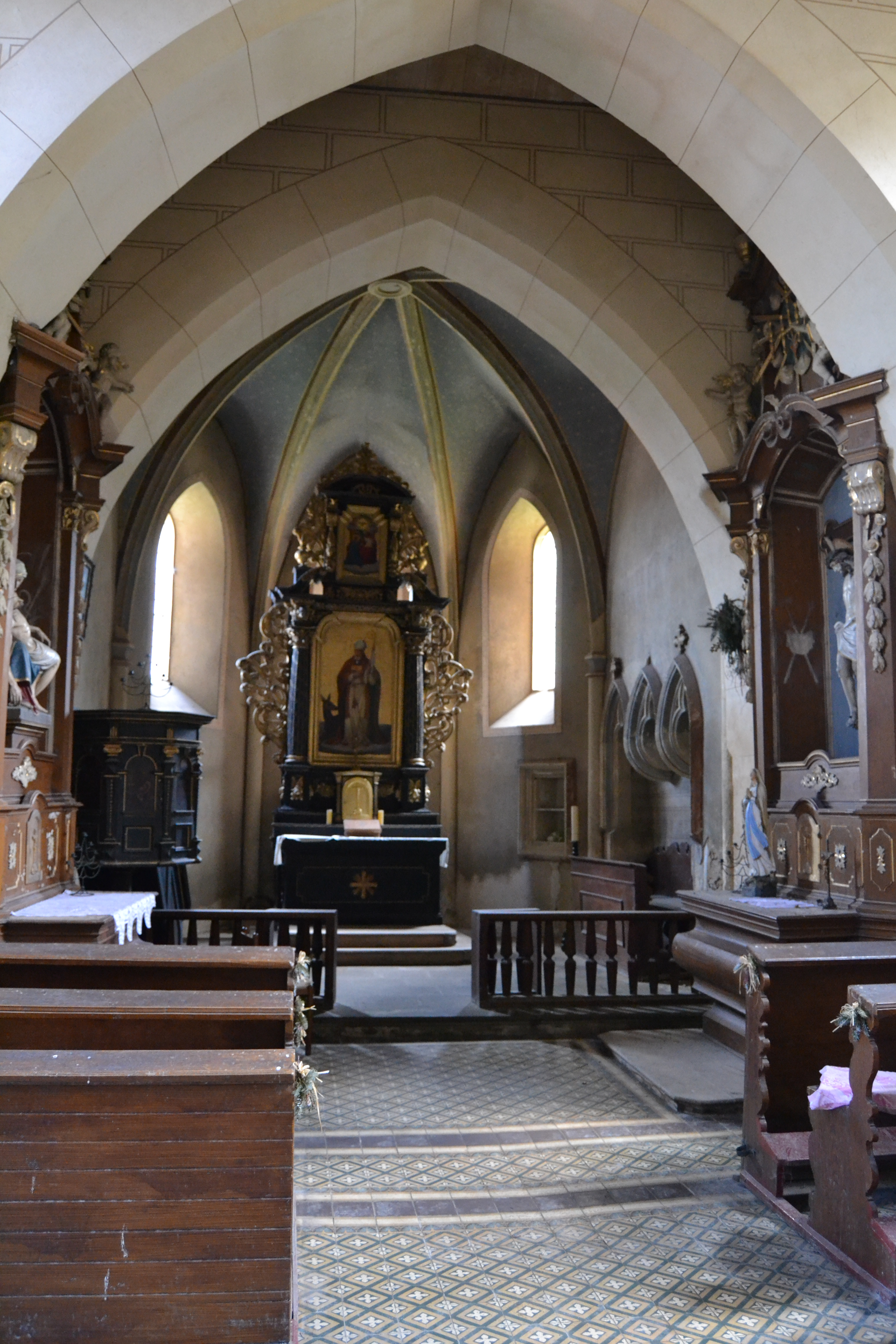
Presbytář a loď
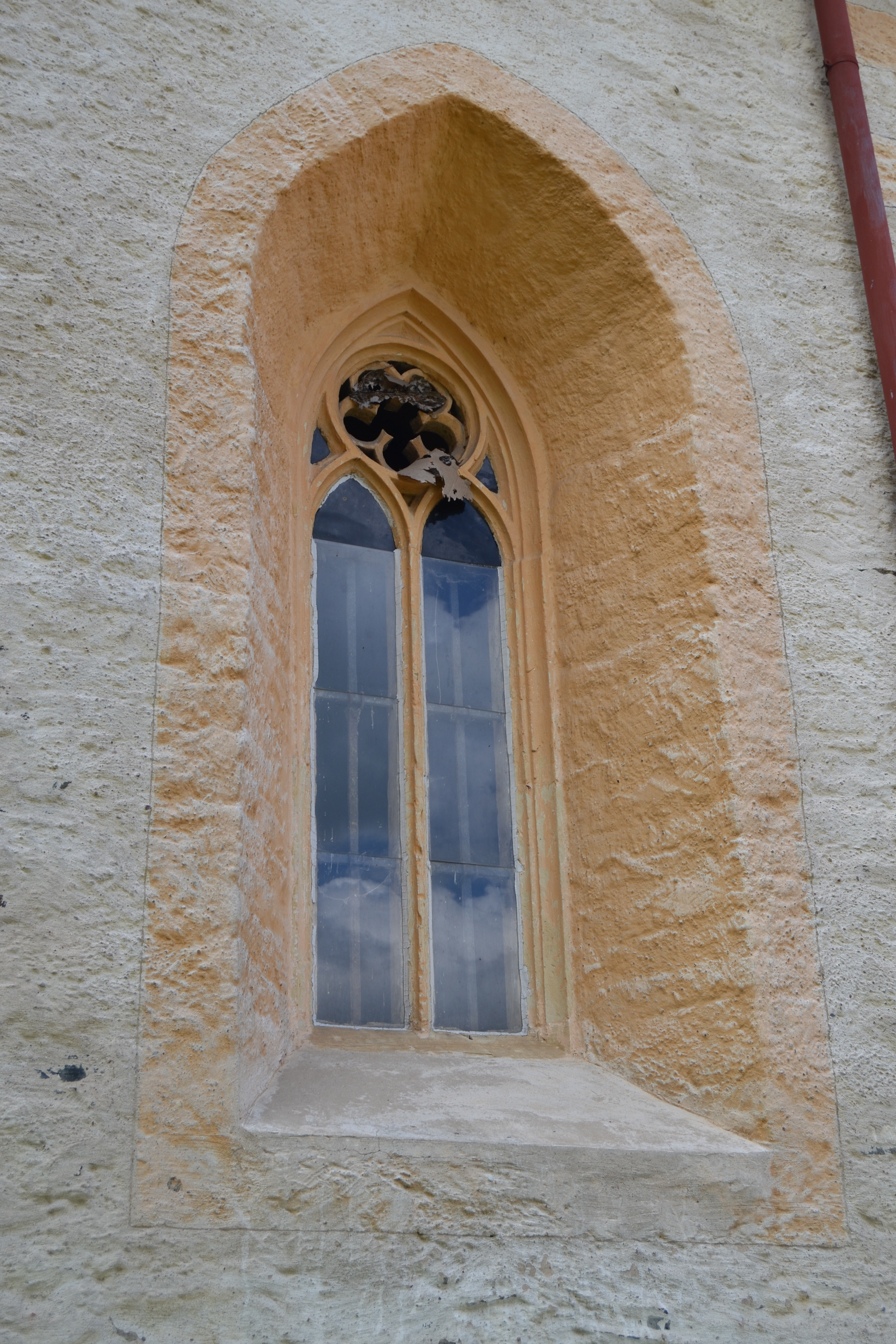
Rekonstrukce původního okna
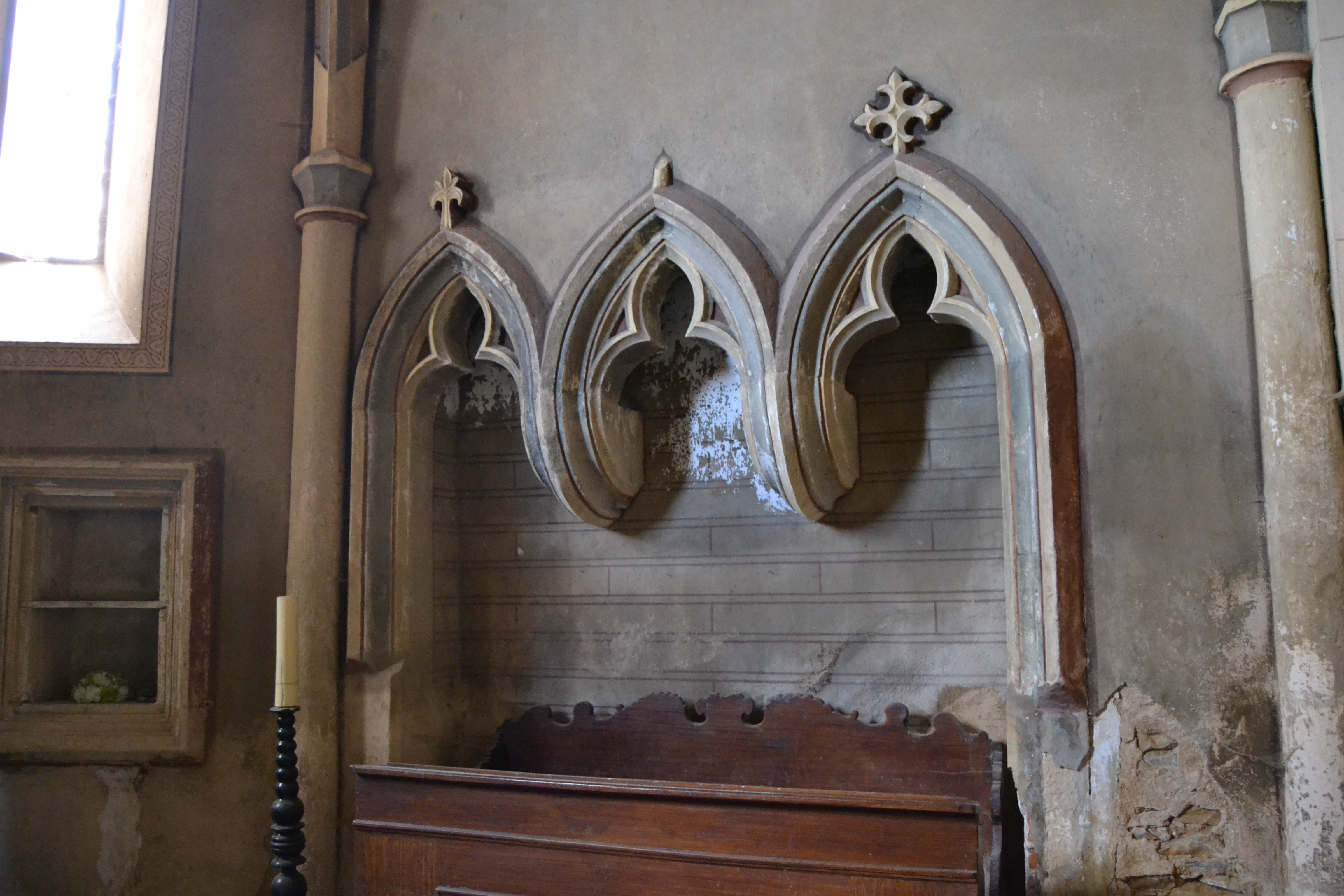
Sedile
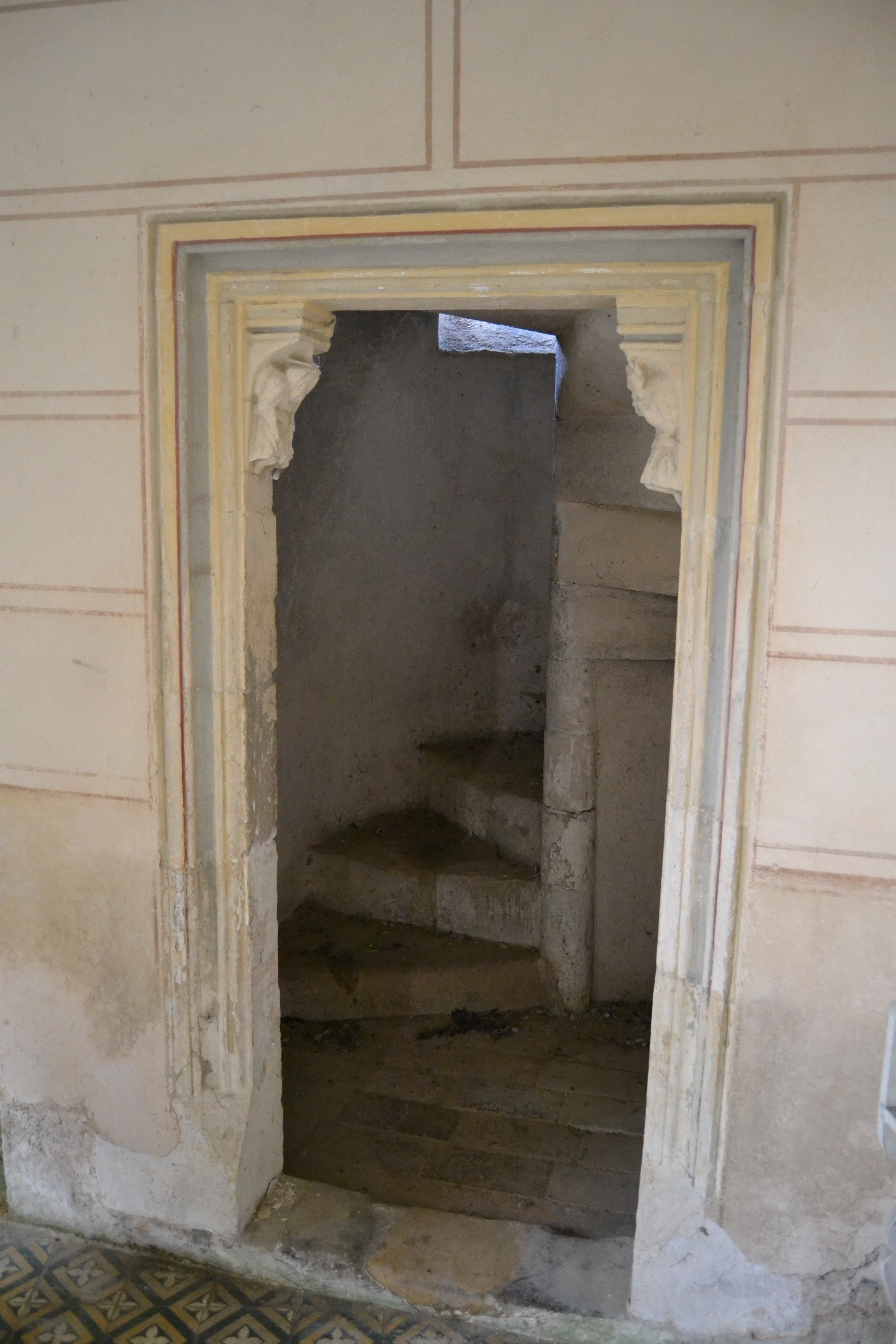
Šnekovité schodiště
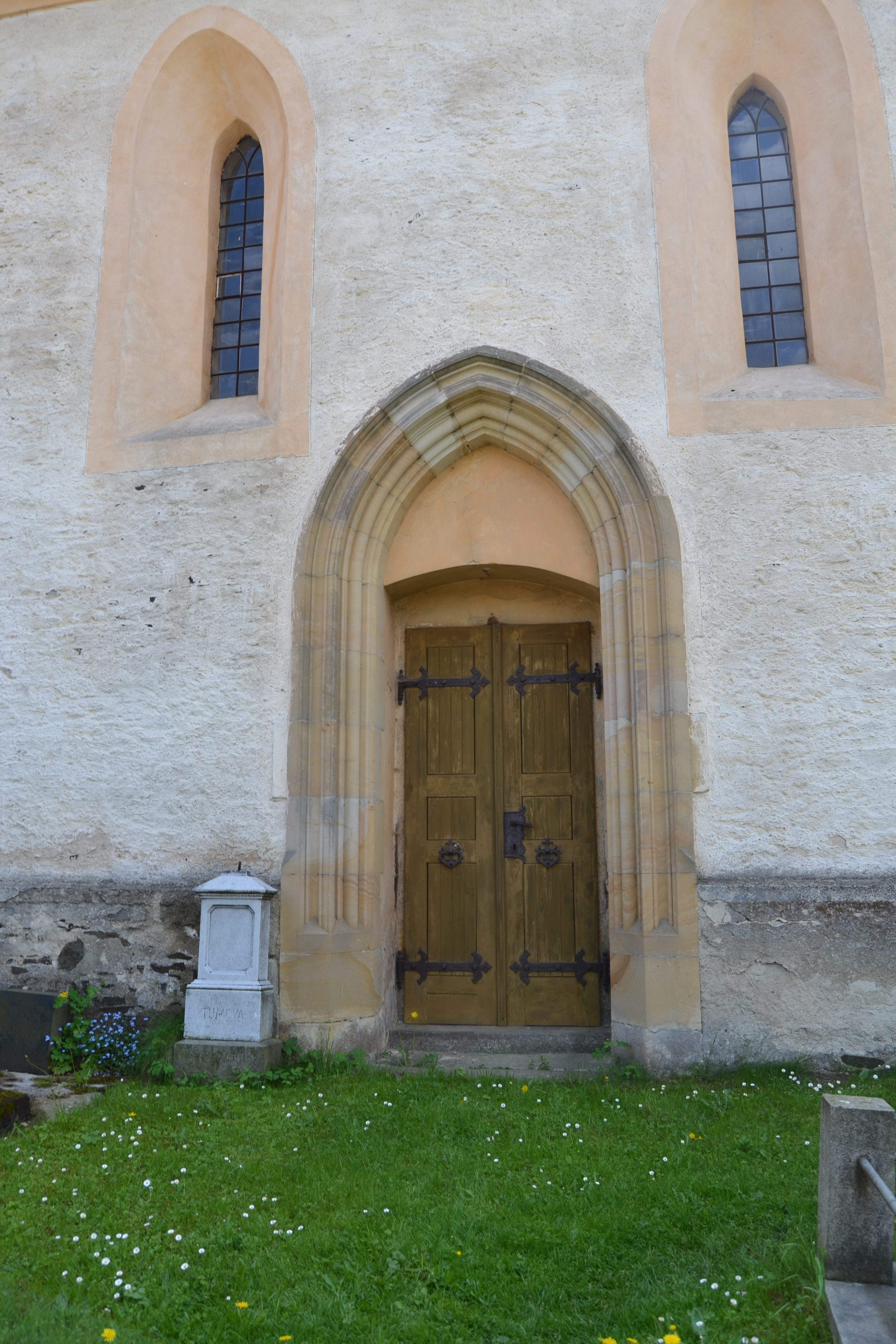
Vstupní portál